# Torneo Competencia 1943
Het Torneo Competencia 1943 was de vijfde editie van deze Uruguayaanse voetbalcompetitie. Het toernooi stond enkel open voor clubs uit de Primera División. Er was geen titelverdediger: de vorige editie kende geen winnaar, nadat Club Nacional de Football en CA Peñarol op een gedeelde eerste plaats waren geëindigd. Dit jaar behaalde Peñarol wederom het meeste punten, maar nu waren ze de onbetwiste nummer één, waarmee de Aurinegros voor de derde maal het Torneo Competencia wonnen.

## Teams
Aan het Torneo Competencia deden enkel ploegen mee die dat jaar speelden in de Primera División. In 1943 waren dat onderstaande ploegen, die allen uit Montevideo afkomstig waren. CS Miramar nam voor het eerst deel, voor de andere negen ploegen was het hun vijfde deelname.
| Clubs                   | Clubs                     |
| ----------------------- | ------------------------- |
| Central FC              | Club Nacional de Football |
| CA Defensor             | CA Peñarol                |
| Liverpool FC            | Racing Club de Montevideo |
| CS Miramar              | Rampla Juniors FC         |
| Montevideo Wanderers FC | IA Sud América            |

## Toernooi-opzet
Het Torneo Competencia werd gespeeld voorafgaand aan de Primera División. De tien deelnemende clubs speelden een halve competitie tegen elkaar en de ploeg die de meeste punten behaalde werd eindwinnaar. De behaalde resultaten telden ook mee voor het Torneo de Honor 1943. Het toernooi was een Copa de la Liga; een officieel toernooi, georganiseerd door de Uruguayaanse voetbalbond (AUF).

## Toernooiverloop
CA Peñarol was de enige ploeg die de eerste drie wedstrijden wist te winnen. Kort daarachter volgden Montevideo Wanderers FC, Club Nacional de Football en Rampla Juniors FC, met elk twee zeges en een gelijkspel. CA Defensor begon het toernooi daarentegen met drie nederlagen. Op de vierde speeldag verloor voor het eerst een ploeg uit de top-vier: Rampla Juniors versloeg Nacional met 6–4. Twee wedstrijden later leden ook Rampla Juniors zelf (tegen Peñarol) en Montevideo Wanderers (tegen Liverpool FC) hun eerste nederlaag. Peñarol had op dat moment nog alles gewonnen en had drie punten meer dan de nummer twee, Rampa Juniors.
Op de zevende speelronde leed Peñarol hun eerste puntenverlies (0–0 tegen Wanderers), maar omdat geen enkele concurrent wist te winnen, bleef hun voorsprong intact. Peñarol had op dat moment nog één punt nodig (met twee wedstrijden te spelen) om het toernooi te winnen. Tijdens de een-na-laatste wedstrijd was Nacional de eerste ploeg die Peñarol kon verslaan (1–0), maar dit bleek onvoldoende: op de slotdag won Peñarol met 4–0 van Racing Club de Montevideo, waarmee ze de winst in het Torneo Competencia veiligstelden. Rampla Juniors en Nacional eindigden met drie punten minder op de tweede en derde positie. Defensor had zich nog op weten te werken naar de achtste plek. De rode lantaarn was voor debutant CS Miramar; in hun eerste toernooi op het hoogste niveau wisten ze viermaal gelijk te spelen, maar nog geen wedstrijd te winnen.

### Eindstand
|     | Club                      | Sp. | W | G | V | Pnt. | DV | DT | DS  |
| --- | ------------------------- | --- | - | - | - | ---- | -- | -- | --- |
| 1.  | CA Peñarol                | 9   | 7 | 1 | 1 | 15   | 21 | 5  | +16 |
| 2.  | Rampla Juniors FC         | 9   | 5 | 2 | 2 | 12   | 22 | 14 | +8  |
| 3.  | Club Nacional de Football | 9   | 4 | 4 | 1 | 12   | 27 | 21 | +6  |
| 4.  | Montevideo Wanderers FC   | 9   | 3 | 4 | 2 | 10   | 17 | 17 | 0   |
| 5.  | Liverpool FC              | 9   | 3 | 3 | 3 | 9    | 20 | 20 | 0   |
| 6.  | IA Sud América            | 9   | 4 | 1 | 4 | 9    | 17 | 19 | –2  |
| 7.  | Central FC                | 9   | 2 | 4 | 3 | 8    | 14 | 14 | 0   |
| 8.  | CA Defensor               | 9   | 2 | 2 | 5 | 6    | 16 | 20 | –4  |
| 9.  | Racing Club de Montevideo | 9   | 1 | 3 | 5 | 5    | 11 | 21 | –10 |
| 10. | CS Miramar                | 9   | 0 | 4 | 5 | 4    | 13 | 27 | –14 |

| Winnaar Torneo Competencia 1943 |
| ------------------------------- |
| CA Peñarol 3e titel             |

1934 ·
1936 ·
1941 ·
1942 ·
1943 ·
1944 ·
1945 ·
1946 ·
1947 ·
1948 ·
1949 ·
1950 ·
1951 ·
1952 ·
1953 ·
1955 ·
1956 ·
1957 ·
1958 ·
1959 ·
1961 ·
1962 ·
1963 ·
1964 ·
1967 ·
1985 ·
1986 ·
1987 ·
1988 ·
1989 ·
1990